# コハト
座標: 北緯33度21分 東経71度16分 / 北緯33.35度 東経71.26度
コハートまたはコハト（パシュトー語：کوهاټ 、Kohat）は、パキスタンのカイバル・パクトゥンクワ州にある都市。北東にペシャーワル、西に連邦直轄部族地域 (FATA) 、南にパンジャーブ州がある。
また、コハト市を中心とするコハト県の県庁所在地である。コハト県の総面積は2545平方キロメートル。